# تپه دیبان۰۵۷۲
تپه دیبان۰۵۷۲ مربوط به دوران‌های تاریخی پس از اسلام است و در شهرستان شوشتر، روستای عرب حسن واقع شده و این اثر در تاریخ ۵ آذر ۱۳۸۰ با شمارهٔ ثبت ۴۲۷۵ به‌عنوان یکی از آثار ملی ایران به ثبت رسیده است.